# Guaranteed Rate Field
Guaranteed Rate Field is het honkbalstadion van de Chicago White Sox uitkomend in de Major League Baseball.
Het stadion opende zijn deuren op 18 april 1991 onder naam New Comiskey Park, ook wel Comiskey Park II genoemd. In 2003 werd de naam U.S. Cellular Field. Op 31 oktober 2016 werd de naam Guaranteed Rate Field aangenomen. De capaciteit van het stadion is 40.615 toeschouwers. Guaranteed Rate Field staat in de stad Chicago in de staat Illinois. Het stadion heeft de bijnaam The Cell.
De jaarlijkse Major League Baseball All-Star Game werd in 2003 in het stadion gehouden.

## Feiten
- Geopend: 18 april 1991
- Ondergrond: Poa Pratensis (Kentucky Bluegrass)
- Constructiekosten: 167 miljoen US $
- Architect: Populous (voorheen HOK Sport)
- Technieken: Thornton Tomasetti
- Capaciteit: 40.615
- Adres: Guaranteed Rate Field, 333 West 35th Street, Chicago, IL 60616 (U.S.A.)

## Veldafmetingen honkbal
- Left Field: 330 feet (100,6 meter)
- Left Center: 375 feet (114,3 meter)
- Center Field: 400 feet (121,9 meter)
- Right Center: 375 feet (114,3 meter)
- Right Field: 335 feet (102,1 meter)